# Яковлев, Иван Васильевич (лингвист)
 Ива́н Васи́льевич Я́ковлев  (17 июля 1881, д. Малые Лызи Казанского уезда Казанской губернии — 30 января 1931, Казань) — удмуртский поэт, прозаик, просветитель, учёный-лингвист, педагог, публицист.

## Биография
Родился 17 июля 1881 года в деревне Малые Лызи Казанского уезда Казанской губернии (ныне Балтасинский район, Республика Татарстан).
После окончания в 1901 году Казанской учительской семинарии работал учителем начальной школы в деревне Большой Гондыр Пермской губернии. Был членом первого среди учителей-удмуртов революционного кружка. В 1902 году за революционную пропаганду был выслан за пределы Пермской губернии. Работал под надзором полиции учителем в сёлах Алнаши, Троицкое и Можга. С 1907 года преподавал в образцовом начальном удмуртском училище при Казанской учительской семинарии. В 1908 году был арестован, а в 1910 — сослан в Костромскую губернию. После ссылки в 1912—17 годах работал в частном торговом предприятии Казани. С 1918 возглавлял издательское дело Удмуртского отдела Наркомнаца в г. Казани. Издавал журнал «Удмурт калыклы кулэ кенешъёс» («Дельные советы удмуртскому народу») и «Музъем ужась» («Земледелец»). Преподавал удмуртским студентам в совпартшколе, Татарском комуниверситете, педагогическом институте и рабфаке при Казанском университете. В 1926—1927 годах проходил специализацию в Яфетическом институте в Ленинграде. В 1928 году был утверждён в учёном звании доцента.
И. В. Яковлев — автор более 50 опубликованных работ: статей по этнографии, удмуртскому языкознанию, учебников, словарей и поэтических книг. Ему принадлежит также повесть «Пичи Петыр» (Маленький Петыр) (1925), написанная в духе житийных повествований.
С начала 1900-х гг. в журналах «Русская школа» (СПб), «Начальное обучение» (Казань), «Вятские епархиальные ведомости» (Вятка) публиковал статьи об обучении детей на родном языке, рецензии на учебники И. С. Михеева. Также им был написан ряд этнографических статей, изданы сборники удмуртских песен с нотами («Кырзан кылъёс» — «Слова песни», Казань, 1920), народных сказок («Удмурт выжыкылъёс» — «Удмуртские сказки», Казань, 1920).
Последние годы жизни Яковлев, будучи преподавателем удмуртского языка в Таткомвузе и на рабфаке, полностью посвятил лингвистике и создал ряд оригинальных трудов: «Происхождение именных суффиксов» (Казань, 1930), «Сравнительный словарь удмуртских наречий (диалектов)», «Учебник русского языка для нерусских школ», «Основные правила удмуртского правописания»; выступал с докладами на всех учительских съездах в Удмуртии, на конференциях по удмуртскому языку и методике.
Умер 30 января 1931 года.